# Название Уэльса
«Уэльс» — одна из четырёх административно-политических частей Великобритании. Английские названия «Уэльс» (англ. Wales) и «валлиец» (житель Уэльса) (англ. Welsh) происходят от одного и того же германоязычного корня (единственное число — Walh, множественное — Walha), который происходит от названия одного из галльских племён, известных римлянам как вольки. Англосаксы,
вторгшиеся на Британские острова с материка в V—VI веках, называли местное население — кимвров — welsh («чужие»). Англосаксы также использовали термин Wælisc в отношении бриттов и Wēalas — в отношении их территории. Современные названия некоторых континентальных европейских территорий (например, Валлония, Валахия и Вале) и народов (например, валахов — через заимствование из старославянского языка) имеют сходную этимологию.
Англосаксы использовали наименования «Уэльс» и «валлийцы» не только в отношении территории современного Уэльса и её населения, но и, например, применительно к Уолворту в графстве Дарем и Уолтону в Западном Йоркшире.
Самоназвание валлийцев — «кимвры» (валл. Cymry), а Cymru — валлийское название Уэльса; оба эти слова происходят от общебриттского слова combrogi, что означает «соотечественники». Использование слова «Cymry» в качестве эндоэтнонима было распространено после прихода англосаксов среди носителей бритонского языка, населявших территорию современного Уэльса, а также королевства северной Англии и южной Шотландии (так называемый Древний Север). Это означало, что валлийцы, жившие на территории современного Уэльса и на Древнем Севере, были одним народом. Эндоэтноним «Cymry» использовался, вероятно, до VII века. Этот эндоэтноним встречается, в частности, в хвалебной оде королю Гвинеда Кадваллону ап Кадвану («Молиант Кадваллон», автор Афан Ферддиг, ок. 633 года). В валлийской литературе слово «Cymry» использовалось в Средние века для обозначения валлийцев, хотя более старый и более общий термин «бритонцы» (Brythoniaid) продолжал использоваться для описания всех племён бриттов (включая валлийцев) и был более распространенным литературным термином примерно до 1200 года. Впоследствии термин «Cymry» стали употреблять главным образом в отношении валлийцев. Примерно до 1560 года написание слова было «Kymry» или «Cymry», независимо от того, обозначало оно название племени или местности.

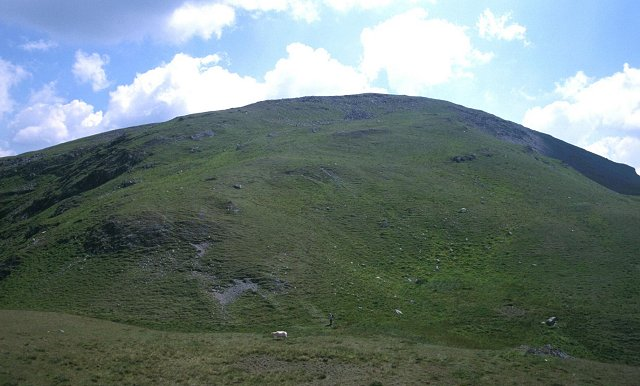
Кембрийские горы

Латинизированные формы этих названий — Cambrian, Cambric и Cambria — сохранились до настоящего времени как менее используемые альтернативные названия Уэльса и валлийцев, главным образом в наименованиях различных объектов и компаний — например, названий Кембрийских гор (которые покрывают большую часть Уэльса и дали своё название кембрийскому геологическому периоду), газеты Cambrian News, авиакомпании Cambrian Airways, железнодорожной компании Cambrian Railways, Кембрийской археологической ассоциации (Cambrian Archaeological Association) и Королевской Кембрийской академии искусств (Royal Cambrian Academy of Art). За пределами Уэльса в Северо-Западной Англии существует церемониальное неметропольное графство Камбрия, которое некогда входило в «Древний Север». Ныне мёртвый камбрийский язык, который, по некоторым оценкам, был тесно связан с валлийским, использовался в этом регионе до своего исчезновения в XII веке. Латинизированная форма Cambria также иногда появляется в литературных источниках, в частности, в псевдоисторической «Истории королей Британии» Гальфрида Монмутского, где фигурирует Камбер — легендарный первый король Камбрии, в честь которого королевство получило это название. По оценкам современных литературоведов и историков, Камбер не имеет никакого исторического основания, а является результатом воображения Гальфрида, будучи изобретён в значительной степени в политических интересах англо-нормандского мира.

### на русском языке
- Поспелов Е. М. Географические названия мира. Топонимический словарь / отв. ред. Р. А. Агеева. — 2-е изд., стереотип. — М.: Русские словари, Астрель, АСТ, 2002. — 512 с. — 3000 экз. — ISBN 5-17-001389-2.
- Словарь географических названий зарубежных стран / А. М. Комков. — М.: Недра, 1986. — 459 с.

### на английском языке
- Davies, John[англ.]. A History of Wales (неопр.). — London: Penguin, 1994. — ISBN 978-0-14-014581-6.